# Жельвис, Владимир Ильич
Владимир Ильич Жельвис (до 1947 года Хаинсон; род. 4 августа 1931, Ленинград) — советский и российский психолингвист и антрополог, доктор филологических наук, профессор кафедры иностранных литератур и языков Ярославского педагогического университета.

## Биография
Владимир Жельвис родился в 1931 году в Ленинграде, в семье слесаря-лекальщика Ильи Борисовича Хаинсона (погиб на фронте в 1942 году) и служащей Ленэнерго Александры Ивановны Жельвис. Пережил блокаду Ленинграда.
Окончил 1-й Ленинградский педагогический институт иностранных языков (1955) и аспирантуру Ленинградского государственного педагогического института (1959).
В 1959—1962 годах преподавал в Благовещенском педагогическом институте.
С 1962 года преподаёт в Ярославском педагогическом университете.
Доктор филологических наук, профессор (1993). Автор первого в России монументального исследования инвективной лексики «Поле брани. Сквернословие как социальная проблема» (психологические и социальные аспекты). Специалист в области межкультурной коммуникации, в частности — автор многократно переизданной на английском и русском языках написанной для иностранцев книги о русских, об особенностях их национального характера, нравах и обычаях.
Лауреат областной премии в области культуры и искусства им. Л. Н. Трефолева (как соавтор книги «ЕЖЗ»). Действительный член Гильдии лингвистов-экспертов по документационным и информационным спорам.
Переводчик (перевёл книги Зеева А. Бена «Эти странные израильтяне», 2001 и Х. Дирби «Эти странные датчане», 2002), участвовал в создании первого англо-русского христианского словаря. Переводит прозу с английского языка.
Женат, имеет двух дочерей.
Проживает в Ярославле. Автор популярного путеводителя по городу.

## Избранные труды
- Поле брани. Сквернословие как социальная проблема в языках и культурах мира. М., «Ладомир», 1997, 2001.
- The Xenophobe’s Guide to the Russians. Лондон, 2001,2004,2005,2011.
  - В переводе на русский язык: Эти странные русские. — М.: Эгмонт Россия Лтд, 2001. — 295 с. — Внимание: иностранцы!
- Прогулки по Ярославлю: Путеводитель. — Ярославль: Верхняя Волга, 2001. — 191 с., ил.
- 61 неделя над уровнем эфира: избранные материалы рубрики «Переключаем каналы» из ежедневной газеты «Северный край» / авт. Е. А. Ермолин, В. И. Жельвис, Т. С. Злотникова; под. общ. ред. Е. А. Ермолина; предисл. А. Григорьева. — Ярославль: Изд-во ЯГПУ, 2005. — 173 с.
- «Мы — одной крови — ты и я!», 2006 (книга популярных очерков по межкультурной коммуникации).
- Наблюдая за русскими: скрытые правила поведения. — М.: РИПОЛ классик, 2011. — 349 с.
- Обнимитесь, миллионы! / Очерки об особенностях национальных культур и характеров. — Ярославль; Рыбинск: ВНД, 2016. — 255 с.